# Nizina Zakarpacka
Nizina Zakarpacka (554.9; ukr. Закарпатська низовина, Zakarpatśka nyzowyna) – nizina na zachodniej Ukrainie (na Zakarpaciu); północno-wschodni skrawek Kotliny Panońskiej. 
Podstawą wyodrębnienia Niziny Zakarpackiej jest tylko oddzielenie tego terenu granicą państwową Ukrainy ze Słowacją, Węgrami i Rumunią, ponieważ fizjograficznie Nizina Zakarpacka nie jest oddzielona żadną granicą naturalną ani od Równiny Satmarsko-Berehowskiej (części Wielkiej Niziny Węgierskiej) na południowym zachodzie, ani od Niziny Wschodniosłowackiej na zachodzie. Granicę północno-wschodnią tworzą Wewnętrzne Karpaty Wschodnie (pasma Makowicy, Bużory, Tupego). Przedłużeniem Niziny Zakarpackiej na wschód jest kotlina górnej Cisy między pasmem Tupego a Górami Oaș. 
Nizina Zakarpacka ma około 2,0 tys. km² powierzchni (około 20% powierzchni obwodu zakarpackiego). Średnie wyniesienie nad poziom morza wynosi 100-120 m. Najniższy punkt Niziny leży we wsi Ruśki Hejiwci między miastami Czop i Użhorod - 101 m n.p.m. 
Nizinę Zakarpacką przecinają rzeki spływające z południowych stoków Karpat do Cisy. Największe z nich to Latorica i Borżawa. Sama Cisa na niewielkim odcinku przepływa przez Nizinę Zakarpacką, zanim wpłynie na terytorium Węgier. 
Nizina Zakarpacka stanowi najważniejszy i w zasadzie jedyny teren osadniczy Ukrainy Zakarpackiej. Leżą tu największe miasta tego kraju: Czop, Użhorod, Mukaczewo, Berehowo, Wynohradiw i Irszawa, a tuż na wschód, za pasmem Tupego - Chust w dolinie Riki. 
Nizina Zakarpacka w większości jest wykorzystana rolniczo, przy znacznym udziale winnic. We wsi Krasna Hirka koło Mukaczewa jest najdalej wysunięta na północ plantacja herbaty. We wschodniej części Niziny dominują lasy. Na przełomie XIX i XX wieku, w ramach prac związanych z melioracją doliny Cisy, całkowicie osuszono wielkie mokradła, wśród których największy był Czorny Moczar - ponad 140 km². Zostały one obrócone w użytki rolnicze. Na Nizinie występują niewielkie, o lokalnym znaczeniu, złoża węgla brunatnego i kaolinu (w okolicach Berehowa). Wydobywane są również surowce budowlane, między innymi specyficzny wielobarwny marmur. Nizina ma znaczne zasoby wód mineralnych. Przemysł jest zróżnicowany, przy sporym udziale przetwórstwa drewna pozyskiwanego w Karpatach. Ośrodkami przemysłu są większe miasta. 
Przez Nizinę Zakarpacką przebiegają drogi i linie kolejowe łączące zachodnią Ukrainę z Węgrami i Słowacją oraz lokalna równoleżnikowa oś komunikacyjna Użhorod-Mukaczewo-Chust-Rachiw. Nizinę przecinają również rurociąg naftowy „Przyjaźń” i rurociągi gazowe „Syberia-Europa”, „Braterstwo” i „Sojuz” oraz międzynarodowe linie przesyłowe energii elektrycznej.